# Zacarias Barco Martínez
Zacarías Barco Martínez (Calahorra, ? - 6 de setembre de 1935) fou un organista
Es va formar a l'escolania de la Catedral de Burgos, entre 1881 i 1887. El 1892 oposità al càrrec d'organista de la Catedral de Santo Domingo de la Calzada. El 9 d'abril de 1894 prengué possessió de l'organistia de la Catedral de Lugo. Entre el 18 de juliol de 1907 i el 22 de setembre de 1928 fou organista de la Catedral de Tarragona. El 1917 Leocadio Hernández Azcunce proposà al capítol catedralici de Calahorra cantar un Miserere compost per diferents mestres de la Rioja, entre els quals hi figurava Zacarías Barco, en qualitat d'organista de la catedral de Tarragona; tanmateix, en la transcripció del Miserere que es conserva a la catedral de Calahorra no hi consta la seva col·laboració. Al fons musical de la Catedral de Tarragona es conserva l'exercici de les oposicions efectuades el 13 de gener de 1907, amb les respostes redactades per M. Rué.

## Obra
Exercici d'oposicions al fons musical TarC.